# ATC-kod C04: Medel vid perifera kärlsjukdomar
ATC-kod C04: Medel vid perifera kärlsjukdomar är en del av klassificeringssystemet ATC (Anatomical Therapeutic Chemical Classification System) för läkemedel och vissa andra medicinska produkter. ATC utvecklas av WHO och består av alfanumeriska koder indelade i grupper utifrån anatomi, medicinsk funktion och läkemedelstyp på 5 olika kodnivåer. Denna sida utgör innehållet i en specifik grupp på nivå 2.

## C04A Periferavasodilatatorer

### C04AA 2-amino-1-fenyletanol-derivat
C04AA01 Isoxuprin
C04AA02 Bufenin
C04AA31 Bametan

### C04ABImidazolin-derivat
C04AB01 Fentolamin
C04AB02 Tolazolin

### C04ACNikotinsyraoch derivat
C04AC01 Nikotinsyra
C04AC02 Nikotinylalkohol (pyridylkarbinol)
C04AC03 Inositolnikotinat
C04AC07 Ciklonikat

### C04ADPurin-derivat
C04AD01 Pentifyllin
C04AD02 Xantinolnikotinat
C04AD03 Pentoxifyllin
C04AD04 Etofyllinnikotinat

### C04AEMjöldryge-alkaloider
C04AE01 Ergoloidmesylat
C04AE02 Nicergolin
C04AE04 Dihydroergocristin
C04AE51 Ergoloidmesylat, kombinationer
C04AE54 Dihydroergokristin, kombinationer

### C04AFEnzymer
C04AF01 Kallidinogenas

### C04AX Övriga periferavasodilatatorer
C04AX01 Cyklandelat
C04AX02 Fenoxybenzamin
C04AX07 Vinkamin
C04AX10 Moxisylyt
C04AX11 Bencyklan
C04AX13 Piribedil
C04AX17 Vinburnin
C04AX19 Sulkotidil
C04AX20 Buflomedil
C04AX21 Naftidrofuryl
C04AX23 Butalamin
C04AX24 Visnadin
C04AX26 Cetiedil
C04AX27 Cinepazid
C04AX28 Ifenprodil
C04AX30 Azapetin
C04AX32 Fasudil

### Engelska
- WHO Collaborating Centre for Drug Statistics Methodology - ATC Index
- WHO Collaborating Centre for Drug Statistics Methodology - ATCvet Index

### Svenska
- SIL online
- FASS.se - ATC
- FASS.se - Veterinär-ATC
- Sök läkemedelsfakta - Läkemedelsverket
- Socialstyrelsen : Klassifikationer
- Nationellt produktregister för läkemedel - NPL